# Elizabethtown (Kentucky)
Pour les articles homonymes, voir Elizabethtown.
Elizabethtown est le siège du comté de Hardin, dans l'État du Kentucky, aux États-Unis. Elle comptait 28 531 habitants lors du recensement de 2010, ce qui fait d'elle la dixième ville du Kentucky par le nombre d'habitants.
La ville est le lieu principal dans lequel se déroule le film de Cameron Crowe (2005) Rencontres à Elizabethtown avec Orlando Bloom, Kirsten Dunst, Susan Sarandon.

## Source
- (en) Cet article est partiellement ou en totalité issu de l’article de Wikipédia en anglais intitulé « Elizabethtown, Kentucky » (voir la liste des auteurs).